# Glòria Ballús i Casòliva
Glòria Ballús i Casòliva (Manresa, el 15 de maig de 1949) és una musicòloga catalana. És doctora en musicologia i professora superior de piano i pedagogia musical. Compagina la investigació musicològica amb la de caràcter etnomusicològic i antropològic, principalment a la comarca del Bages.
El seu pare era manresà, de jove tocava el violí i feia de guàrdia urbà i la mare, Matilde, provenia de Maçaners, que pertany al municipi de Saldes i fou cuinera a Cal Perdiu durant 50 anys. Als sis anys va començar a aprendre a tocar el piano per influència de la seva tieta. Estudia a Casa Caritat, on la seva germana Maria li ensenya música fora-d'hores lectives i s'examina lliure al Conservatori Superior de Música del Liceu. Més endavant obté els títols de professora superior de solfeig (1981), de piano (1983), de pedagogia musical (1984) i de musicologia (1997).
Fou cap de Protocol de l'Ajuntament de Manresa fins a l'octubre del 2016. Va rebre el títol del Mestratge en Protocol i Relacions Institucionals.
Li han atorgat diferents premis, entre els quals destaquen, el Premi Nacional Aureli Capmany (1983), el Premi Oms i de Prat (1991), el Premi Lacetània del Centre d'Estudis del Bages (1993) i el Premi Antoni Esteve (2002).
En el camp de l'etnomusicologia, des de l'any 1980, realitza diferents treballs de recerca al Bages, principalment, dins el Catàleg de Recerques impulsat pel Centre de Promoció de la Cultura Popular i Tradicional Catalana de la Generalitat de Catalunya.
Ha publicat la Guia de Festes del Bages (2000), El Centre Excursionista de la Comarca de Bages: 1905-2005. Cent anys de vida musical (2006) i articles a les revistes Anuario Musical i Dovella, entre d'altres. Ha col·laborat també en diversos llibres de la col·lecció Patrimoni Festiu de Manresa: La Dansa, La Imatgeria, La Festa i Els Pastorets.
Fou guardonada també amb el premi Oleguer Bisbal de l'any 2014.

## Obra
- La Dansa. Materials per a la seva història. Manresa: Farell Editors, 2009 ISBN 978-84-92811-06-9
- Els Goigs: de Catalunya al món. Barcelona: Ediciones Experiencia, 2015 ISBN 978-84-944979-0-2
- Els Pastorets. Sant Vicenç de Castellet: Farell Editors, 2010 ISBN 978-84-92811-18-2
- Guia de festes del Bages. Manresa: Centre d'Estudis del Bages, 2000 ISBN 978-84-87618-47-5
- Música en imágenes: Francisco Andreví (1786-1853) músico de iglesia y compositor cosmopolita en un mundo cambiante. Madrid: Alpuerto, 2016 ISBN 978-84-381-0501-6